# Wilhelm Eduard Weber
Wilhelm Eduard Weber (Vitemberga, 24 de outubro de 1804 — Göttingen, 23 de junho de 1891) foi um físico alemão e, com Carl Friedrich Gauss, inventor do primeiro telégrafo electromagnético.

## Biografia
Weber nasceu em Vitemberga, onde seu pai Michael Weber era professor de teologia. William era o segundo de três irmãos, todos distinguidos por alguma aptidão em ciências.
Após a dissolução da Universidade de Vitemberga, o seu pai foi transferido em 1815 para Halle. As primeiras lições de William foram dadas pelo seu pai, mas fora então enviado para o Orphan Asylum and Grammar School em Halle.
Estudou na Universidade de Göttingen e na Universidade de Halle, onde se distinguiu em filosofia. Em 1837 foi expulso de Göttingen, juntamente com mais sete professores, por ter protestado contra a suspensão da Constituição de Hanover, por ato do rei Ernesto Augusto I de Hanôver. Durante este período viajou pela Inglaterra, dentre outros países. Em 1843, Weber passou a ser professor de física na Universidade de Leipzig e, em 1849, voltou a lecionar em Göttingen.

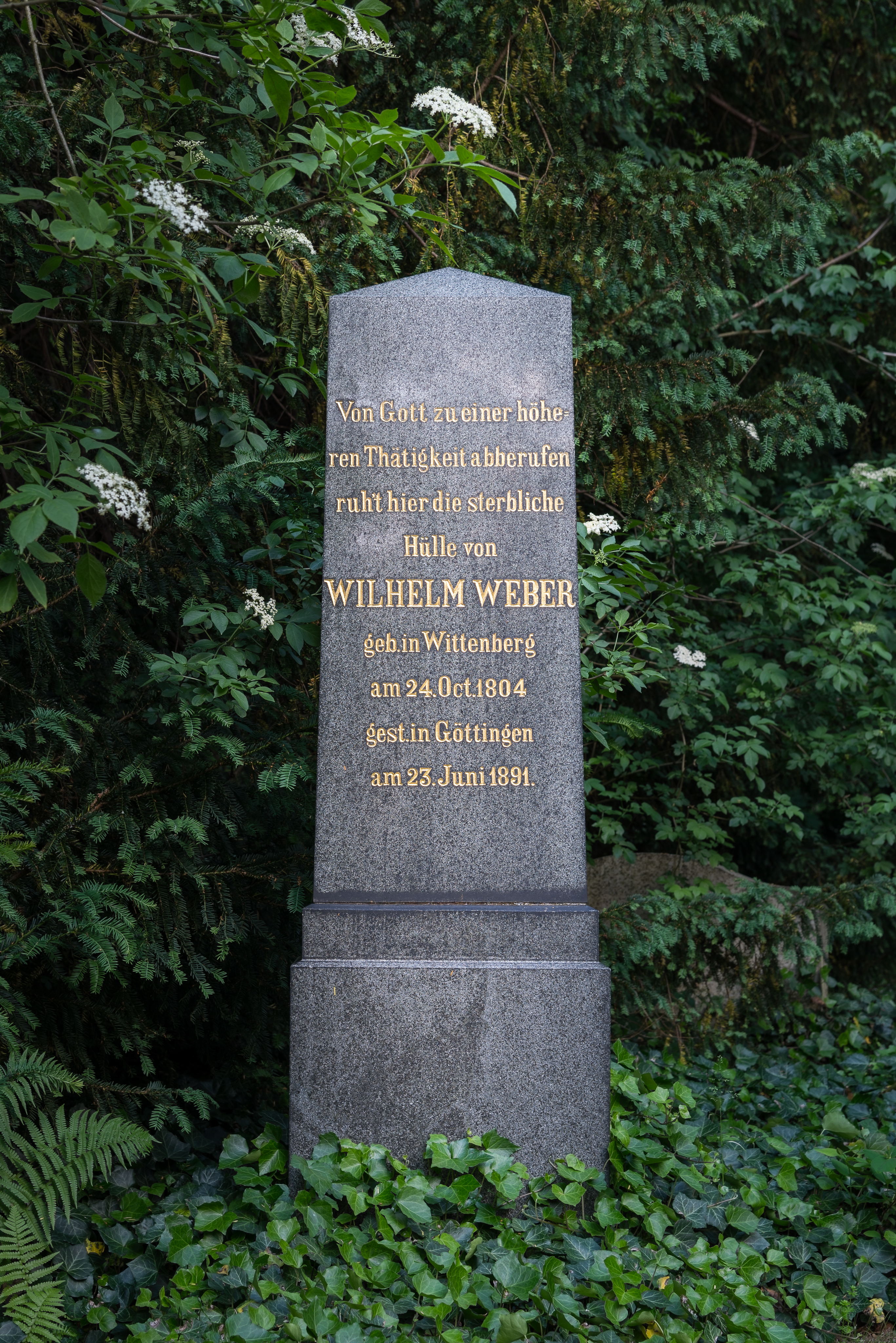
Sepultura de Weber no Cemitério municipal de Göttingen

Um dos seus mais importantes trabalhos foi o Atlas des Erdmagnetismus ("Atlas do Geomagnetismo"). Weber demonstrou que um sistema absoluto de medidas elétricas poderia ser definido por via de comprimento, de tempo e de massa. Tendo em vista a sentença de Fechner, segundo a qual as cargas elétricas negativa e positiva se movem, em um fio condutor, com velocidades iguais e opostas, ele desenvolveu a lei das forças existentes entre as cargas. Em colaboração com Gauss, concebeu e construiu um sistema de telegrafia eletromagnética que chegou a funcionar até a distância de mais de 3 000 m.
Em 1825, em colaboração com seu irmão, Ernst Heinrich Weber, anatomopatologista, publicou um tratado intitulado A doutrina das ondas fundada na experimentação. Posteriormente, desta vez em colaboração com um irmão mais moço, Eduard Friedrich Weber, investigou o mecanismo do ato de caminhar. Foi também membro da Academia Real das Ciências da Suécia em 1855.
Weber morreu em Göttingen, onde foi enterrado no mesmo cemitério que Max Planck e Max Born, o Cemitério municipal de Göttingen.
Em homenagem a Weber, foi dado o nome de weber (Wb) à unidade de medida do fluxo magnético (SI).

## Obras
- Obras de Weber sobre Eletrodinâmica Traduzidas e Comentadas. Tradução por André Koch Torres Assis, 2025:
  - Volume I: Biografia, Magnetismo, Indução Unipolar, e o Sistema Absoluto de Unidades de Gauss e Weber.
  - Volume II: A Força de Weber e a Unificação das Leis de Coulomb, Ampère e Faraday
  - Volume III: Medição da Constante c de Weber,Diamagnetismo, a Equação do Telégrafo, e a Propagação de Ondas Elétricas na Velocidade da Luz
  - Volume IV: Conservação da Energia, o Modelo Planetário de Weber para o Átomo, a Unificação do Eletromagnetismo com a Gravitação, e a Eletrodinâmica de Weber Contra as Teorias de Campo
- Akustik, Mechanik, Optik und Wärmelehre (em alemão). Berlin: Springer. 1892
- Wellenlehre (em alemão). Berlin: Springer. 1893
- Galvanismus und Elektrodynamik (em alemão). Berlin: Springer. 1894
- Mechanik der menschlichen Gehwerkzeuge (em alemão). Berlin: Springer. 1894

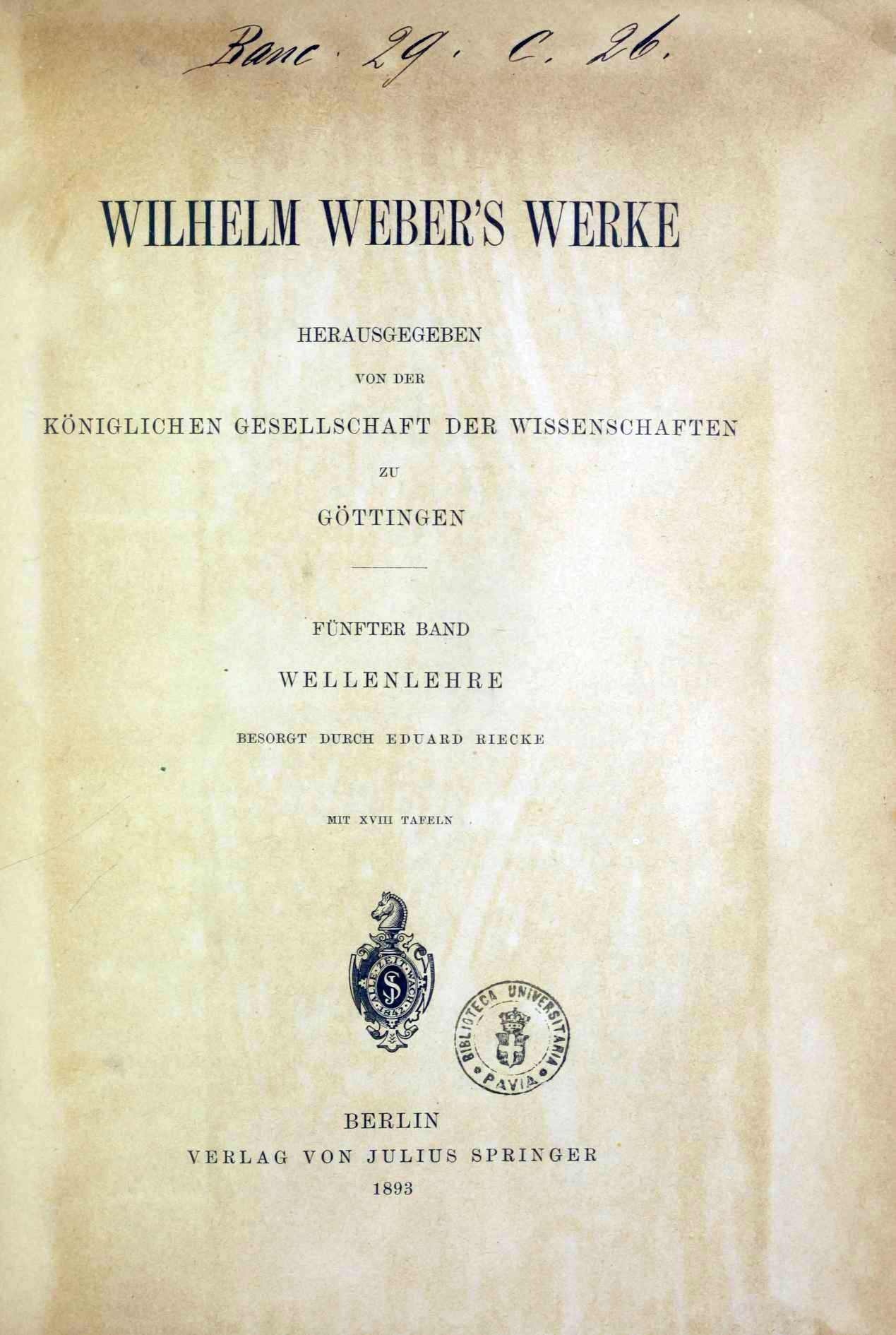
Wellenlehre, 1893